# فيليب ستويانوفيتش
فيليب ستويانوفيتش (بالصربية: Филип Стојановић)‏ (19 مايو 1988 ببلغراد في إقليم القائد العسكري في صربيا - ) هو لاعب كرة قدم صربي في مركز الوسط. لعب مع بي أيه إس كيه بيوغراد ونادي أوبليتش وFK Donji Srem ‏ ونادي فودوفاك ‏ وناكسار ليونز ‏ وFK Radnik Surdulica ‏ وFC Gloria Buzău ‏ وFK Novi Pazar ‏.

## وصلات خارجية
- فيليب ستويانوفيتش على موقع قاعدة بيانات كرة القدم.إي يو (الإنجليزية)
- فيليب ستويانوفيتش على موقع Soccerbase.com (لاعب) (الإنجليزية)
- فيليب ستويانوفيتش على موقع Soccerway.com (الإنجليزية)
- فيليب ستويانوفيتش على موقع عالم كرة القدم.نت (الإنجليزية)